# 聖乃マリア
聖乃 マリア（せいの まりあ、1988年2月14日 - ）は、日本のAV女優。身長:156cm。スリーサイズ:B83(C)・W57・H82cm。趣味・特技:コスプレ、笑顔。

## 略歴・人物
東京都出身。AV女優になる前、大河ドラマやCMに出演していた。2007年2月にAVデビュー。
デビュー作の『芸能人★デビュー 聖乃マリア』は、MOODYZが設立された2002年から2012年までの10年間の歴代セールスTOP50に入っている

## 出演作品

### イメージビデオ
- GOKULES さくら&マリア（2007年1月28日、レイフル）
- GOKUERO 聖乃マリア（2007年4月28日、レイフル）

### アダルトビデオ
- 芸能人★デビュー（2007年2月1日、MOODYZ）[1]
- 芸能人ハイパーデジタルモザイク（2007年3月1日、MOODYZ）[1]
- 芸能人・公然レイプ輪姦（2007年4月1日、MOODYZ）[1]
- 激イカセ絶頂FUCK!!（2007年5月1日、MOODYZ）[1]
- Wキャスト（2007年6月13日、MOODYZ）[1]
- 真性アナルFUCK（2007年7月1日、MOODYZ）[1]
- 芸能人 使い捨てM奴隷DX（2007年8月13日、MOODYZ）[1]
- 芸能人パイパン ハイパーデジタルモザイク（2007年9月13日、MOODYZ）[1]
- N○K大河ドラマ主役級芸能人聖乃マリアBEST（2008年1月13日、MOODYZ）[1]